# Ulm
Ulm är en kretsfri stad i förbundslandet Baden-Württemberg i Tyskland, belägen på den norra stranden av Donau nära motorväg A8, cirka 100 kilometer sydost om Stuttgart och cirka 70 kilometer väster om Augsburg. Staden, som har cirka 
130 000 invånare, är belägen direkt intill delstatens gräns mot Bayern och dess närmaste granne är Neu-Ulm på andra sidan Donau. Ulm är känd för sin väldiga stadskyrka, Ulmer Münster.

## Historia
En mänsklig bosättning från cirka 5000 f.Kr. har påträffats några kilometer sydväst om stadskärnan. Under medeltiden omnämns Ulm första gången år 854. Ulm blev pfalz omkring 850. Cirka 300 år senare, 1181, fick Ulm sina stadsrättigheter av kejsar Fredrik I av Hohenstaufen. Under 1300-talet blev Ulm riksstad och kunde därefter spela en förande roll i schwabiska stadsförbundet. År 1530 upptog staden reformationen. Ulm förlorade sin självständighet 1803 och blev då en del av Bayern. Från och med 1810 tillhörde staden sedan Württemberg, mellan 1945 och 1952 låg Ulm i Württemberg-Baden och sedan 1952 ligger det i Baden-Württemberg. Staden drabbades 1944 och 1945 av ett antal allierade bombanfall och cirka 80 procent av stadskärnan förstördes, men som i alla andra städer igångsattes återuppbyggnaden så snart som möjligt efter krigets slut. Förutom att företag inom olika branscher startade verksamhet grundades också högskolor och universitet.

## Företag
Exempel på företag i staden är Iveco Magirus, Ratiopharm (läkemedel) och Gardena (trädgårdsredskap). Tidigare producerade Kässbohrer Fahrzeugwerke bussar och specialfordon i Ulm. Bussproduktionen tillhör nu EvoBus som är en del av Daimler AG. Bussproduktionen har delvis fortsatt i Ulm. Specialfordon för att preparera pister (skidsport) och för att rengöra stränder produceras i närheten av Ulm genom Kässbohrer Geländefahrzeug AG.

## Storstadsområde
Ulm är en universitetsstad och många i regionen pendlar därför in till staden med närmaste omgivning. Ulms närmaste pendlingsområde omfattar staden Ulm samt ytterligare 38 städer och kommuner i delstaterna Baden-Württemberg och Bayern. Större förorter är Neu-Ulm och Senden, båda på den bayerska sidan.
| Områdestyp                  | Areal (km²) | Invånarantal 31 december 2009 | Densitet (inv/km²) |
| --------------------------- | ----------- | ----------------------------- | ------------------ |
| Kärnstad (Ulm)              | 118,69      | 122 087                       | 1 028,62           |
| Kärnstadens närområde       | 134,99      | 93 043                        | 689,26             |
| Närliggande pendlingsområde | 826,42      | 160 517                       | 194,23             |
| Totalt                      | 1 080,10    | 375 647                       | 347,79             |

Ulms yttre pendlingsområde omfattar ytterligare 29 städer och kommuner, vilket tillsammans med det centrala pendlingsområdet hade totalt 525 669 invånare i slutet av 2009, på en yta av 2 139,44 km².

## Sevärdheter
Stadskyrkan i Ulm, Ulmer Münster, har det högsta kyrktornet i världen med sina 161,5 meter och 768 trappsteg. Kyrkans grundläggande dateras till år 1377. Tornet var färdigställt år 1890. Kyrkan är en bra exempel på gotiken i Tyskland. Även rådhuset från 1300- till 1500-talet är byggt i gotisk stil. På fasaden finns ett astronomiskt ur från 1500-talet. Kyrkan är för övrigt ingen domkyrka (dom, katedral); Ulm tillhör Stuttgarts stift, och biskopen med sin domkyrka finns i Stuttgart.
Återuppbyggda betydande byggnader i renässansstil är Kornhaus (tidigare spannmålsmagasin, 1594), Neuer Bau (="ny byggnad", 1585-93) och Dreifaltigkeitskirche (="Trefaldighetskyrkan", 1616–21). I barockstil finns Schwörhaus från 1612/13. Amerikanska arkitekten Richard A. Meier gjorde utkast till Stadshuset (1989-93), Daimler-Benz-Forskningscentret och Weishaupt Forum (1992-94) i närheten av Ulm. I stadsdelen Wiblingen finns ett tidigare kloster av Benediktinorden som grundades år 1093 med en klosterkyrka och ett bibliotek, båda i barockstil.

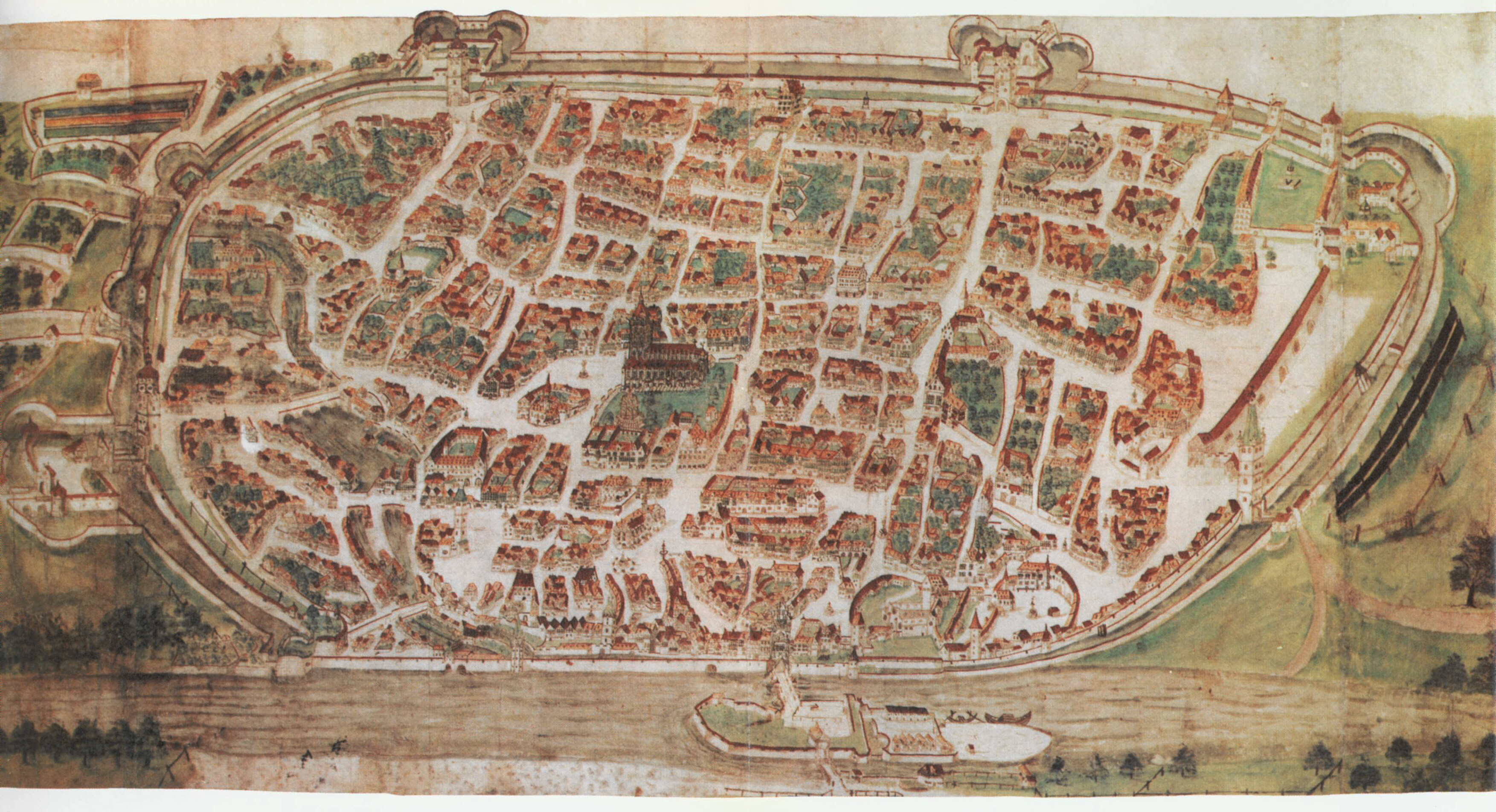
Ulm omkring 1597
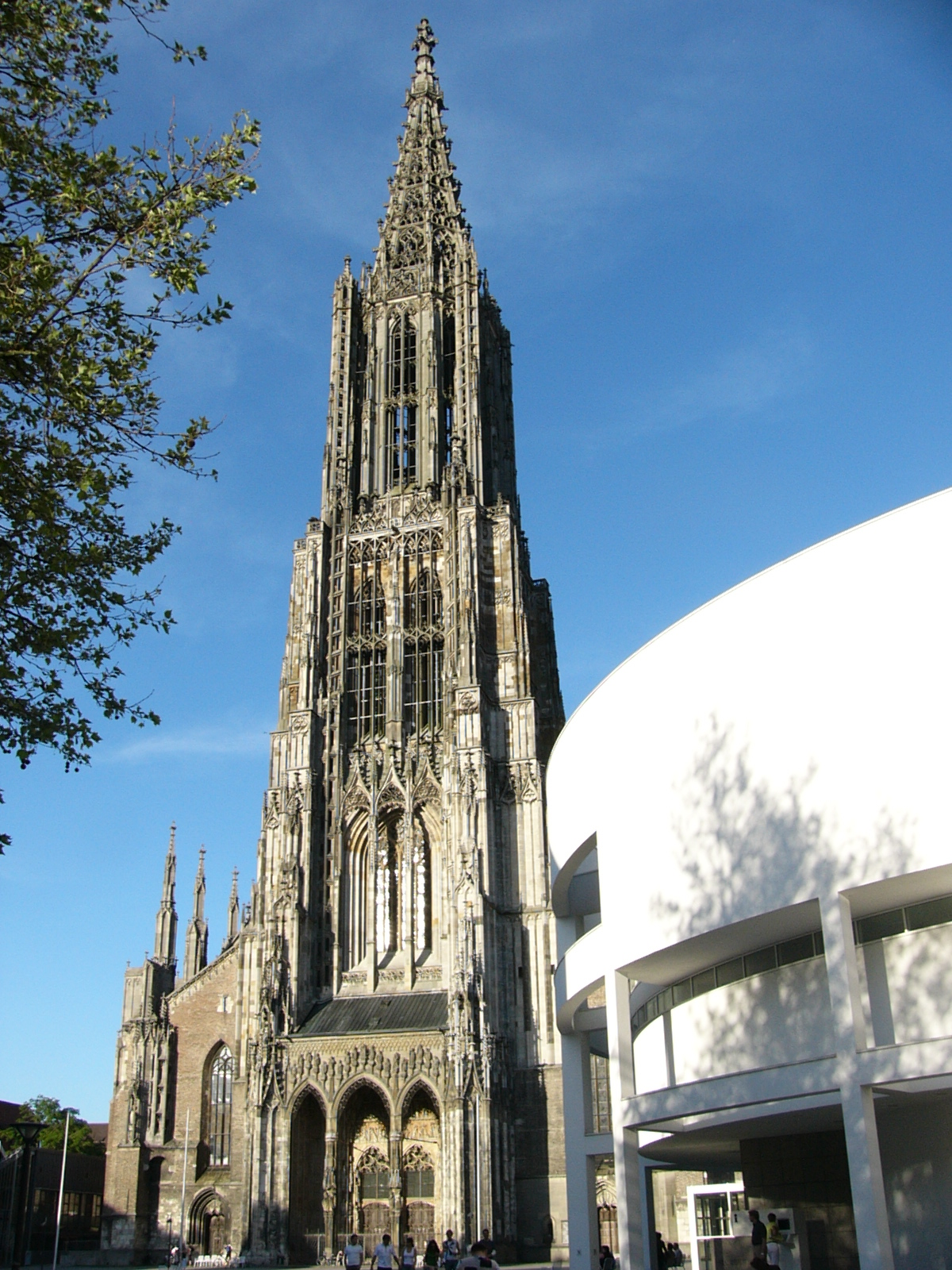
Tornet på den väldiga stadskyrkan samt del av stadshuset

## Kända personer från Ulm
- Albert Einstein
- Hildegard Knef
- Uli Hoeness
- Sophie Scholl
- Sam Rosen, mångårig tv-kommentator för New York Rangers.